# Karl-Erich Koch

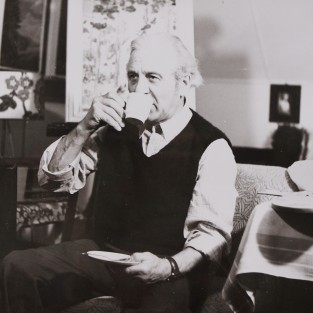
Karl-Erich Koch im Atelier beim Kaffee

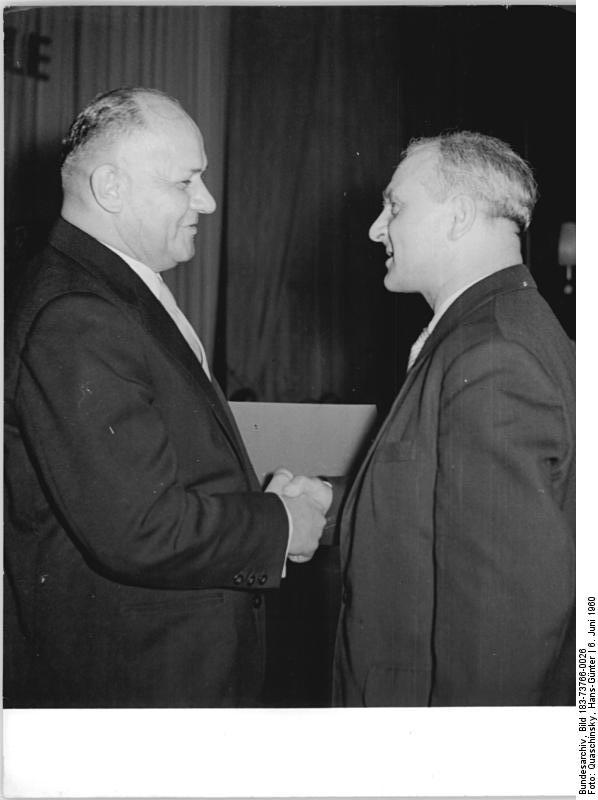
Bundesarchiv: FDGB-Kunst- und Literaturpreis an Karl-Erich Koch (rechts)

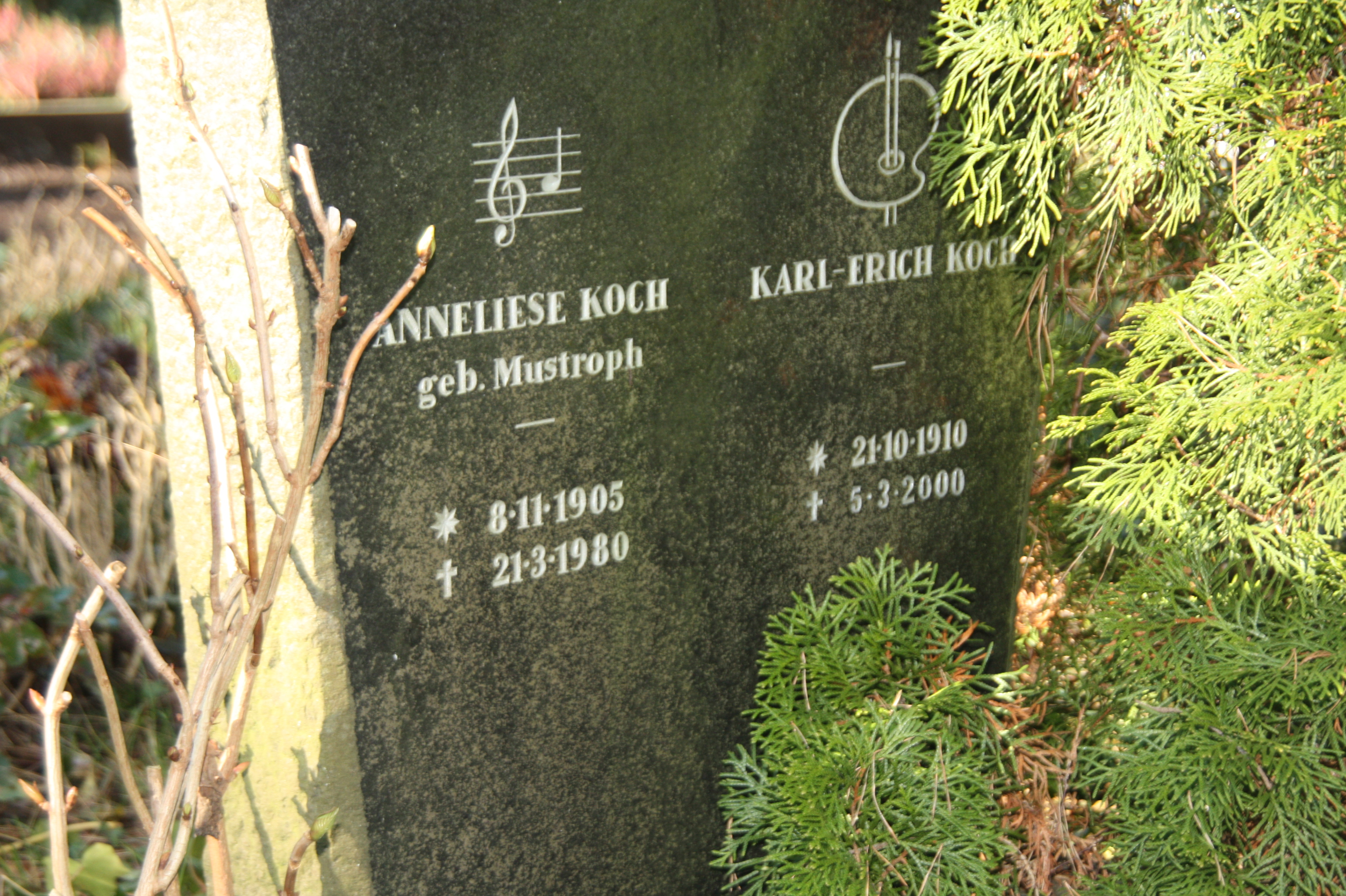
Grab auf dem Waldfriedhof Kleinmachnow

Karl-Erich Koch (* 21. Oktober 1910 in Berlin; † 5. März 2000 in Berlin) war ein deutscher Maler und Grafiker des 20. Jahrhunderts.

## Leben
Karl-Erich Koch bestand die Eignungsprüfung an der Preußischen Akademie der Künste, wo er Käthe Kollwitz begegnete; in der Prüfungskommission sitzend, bestätigte sie ihm sein künstlerisches Talent. Nach dem Tod des Vaters jedoch, der bis dahin als Stadtsekretär beim Berliner Magistrat tätig war, musste Karl-Erich das Reform-Real-Gymnasiums Zehlendorf verlassen. Die finanziellen Verhältnisse zwangen ihn zu einer Lehre als Dekorationsmaler; wobei er mit großer Leidenschaft die künstlerische Arbeit weiter verfolgte. Mit 18 Jahren verlobte er sich heimlich mit Anneliese Mustroph, seiner späteren Frau, die seinerzeit Stadtsekretärin beim Bezirksamt Zehlendorf war, wie auch Pianistin und Organistin. 1930 folgte die erste Teilnahme an der Ausstellung im Zehlendorfer Rathaus, mit dem Porträt von Anneliese; den Ehrenvorsitz hatte Max Liebermann. Während der Ausstellungszeit lernte er viele weitere bekannte Künstler kennen, unter anderen den Maler und Grafiker Felix Krause aus Kleinmachnow. 1934 begann er das Studium Akt und Porträt, bei Otto Freytag in der Vereinigung Bildender Künstler e.V. Berlin. Anneliese Koch, mit der er seit den 1930er Jahren in Kleinmachnow wohnte, heiratete er 1935. Nach der Teilnahme am 2. Weltkrieg war er von 1945 bis 1949 in sowjetischer Kriegsgefangenschaft.
Ab 1949 arbeitete er auch als Gebrauchsgrafiker und Werbeleiter im VEB Geräte- und Reglerwerk Teltow. Hier begann eine langjährige Freundschaft mit Kurt Zieger (1932–2018), ebenfalls Maler und Grafiker aus Stahnsdorf. Direkt nach 1949 beteiligte er sich an zahlreichen nationalen und internationalen Ausstellungen in Deutschland, Polen, Weißrussland und China. 1953 nahm er an der 3. Deutschen Kunstausstellung in Dresden teil. Auch im hohen Alter war Karl-Erich Koch noch aktiv und mischte sich ein. Unter dem Künstlernamen „CARLOTTO“ erfand er im Alter von 86 Jahren den „OVALISMUS“ und begann mit ersten Arbeiten zur Serie – einer Satire auf das „Kunstgeschäft“ und die Gesellschaft mittels Malerei und Text. 1998 kaufte das Deutsche Historische Museum einige seiner großen Lithografien aus dem grafischen Zyklus "Thema 61".
Das Grab von Karl-Erich Koch und seiner 1980 gestorbenen Frau Anneliese befindet sich auf dem Waldfriedhof Kleinmachnow.

## Auszeichnungen (Auswahl)
- 1960 Kunstpreis des FDGB (für seine “Illustration zum Brigadetagebuch”)[1]

## Werke
- Die Brigade (Zyklus von 36 Holzschnitten, 12 × 9 cm, 1959–1969; u. a. „Brigadier Willi Kaldnig“)[2]

- Thema 61 (Zyklus von über 190 Holzschnitten; in Reproduktionen publiziert vom Verlag Tribüne, Berlin, 1961)
- Einer neben dir (Holzschnitt-Zyklus; in Reproduktionen publiziert mit Text von Vilmos Korn 1966 vom FDGB Potsdam)

- Freundschaft (Holzschnitt; ausgestellt 1953 auf der Dritten Deutschen Kunstausstellung)[3]

- Lehrerausbildung (Holzschnitt; ausgestellt 1953 auf der Dritten Deutschen Kunstausstellung)[4]

- Das Lernaktiv (Holzschnitt; ausgestellt 1953 auf der Dritten Deutschen Kunstausstellung)[5]

- DEFA filmt den Probelauf unserer neuen Aus-Maschine (Holzschnitt; ausgestellt 1953 auf der Dritten Deutschen Kunstausstellung)[6]

## Publizistische Arbeiten
- Karl-Erich Koch: Das künstlerische Urteil im Leben gewonnen – zum Schaffen von Alois Kowol. In: Bildende Kunst, Berlin, 1962. S. 199–203